# باندیکوت پاپوآیی
باندیکوت پاپوآیی (نام علمی: Microperoryctes papuensis) نام یک گونه از سرده باندیکوت موشی گینه نو است.